# Peter Paulsen (Archäologe)
Peter Christian Paulsen (* 8. Oktober 1902 in Klixbüll, Schleswig-Holstein; † 15. Februar 1985 in Ruit auf den Fildern) war ein deutscher Prähistoriker.

## Leben
Nach dem Studium der Vorgeschichte, Geschichte und Kunstgeschichte an verschiedenen Universitäten (Kiel, Kopenhagen und Stockholm) schloss Paulsen sein Studium im Fach Archäologie ab. Er promovierte 1932 mit der Dissertation „Studien zur Wikingerkultur“ in Kiel, wo er sich im Mai 1934 auch habilitierte. In Kiel war er als Archäologe tätig und führte Forschungsreisen durch fast alle Staaten Europas und den vorderen Orient durch. Sein Forschungsziel war die Dokumentation von germanischer Expansion.
Paulsen trat zum 27. Oktober 1936 der SS (SS-Nummer 283.119) und zum 1. Mai 1937 der NSDAP bei (Mitgliedsnummer 3.967.970). 1937 verließ er die Universität Kiel und wurde im Oktober im Rasse- und Siedlungshauptamt angestellt, April 1938 wurde er zum SS-Untersturmführer befördert. Von da aus schaffte Paulsen 1939 die Aufnahme in den Persönlichen Stab Reichsführer SS, war ab 1. Januar 1939 Mitglied des SS-Ahnenerbes und dank der Unterstützung des Rasse- und Siedlungshauptamts der SS gleichzeitig an der Universität in Berlin tätig. Seit 1. Januar 1938 war er Dozent für Vorgeschichte an der Philosophischen Fakultät und erhielt am 10. Januar 1939 eine außerplanmäßige Professur.
Während des Zweiten Weltkrieges hatte er auch Lehraufträge über Vor- und Frühgeschichte in Rostock (1939–1941) und Königsberg (1941–1943). Hauptsächlich war Paulsen für das Ahnenerbe tätig. Nach Beginn des Überfalls auf Polen schlug er den Einsatz von Sonderkommandos zum Schutz vorgeschichtlicher Denkmäler in Polen vor. Mit Einverständnis der SS-Leitung leitete Paulsen ab Anfang Oktober 1939 das nach ihm benannte Sonderkommando des Reichssicherheitshauptamts, das im deutsch besetzten Polen „germanische“ Kulturgüter sicherzustellen und in das Deutsche Reich zu verbringen hatte. Neben Sammlungen aus den Bibliotheken u. a. in Warschau und Krakau raubte das Sonderkommando Paulsen auch den Veit-Stoß-Altar aus der Krakauer Marienkirche. Er arbeitete eng mit dem Geschäftsführer des SS-Ahnenerbes Wolfram Sievers zusammen. Dieser war nebenberuflich für die Haupttreuhandstelle Ost tätig und dort in Kulturgutraub verwickelt.
Nachdem Paulsen 1941 zum SS-Hauptsturmführer aufgestiegen war, dozierte er ab Frühjahr 1943 an der SS-Junkerschule Bad Tölz und leitete ab 1944 die Germanische Führerschule in Hildesheim.
Nach Kriegsende arbeitete er zunächst als Lehrer, ab 1958 bei der Wissenschaftlichen Forschungsgesellschaft Syriens, ehe er 1961 Konservator für das Frühe Mittelalter am Württembergischen Landesmuseum Stuttgart wurde. Hier engagierte er sich für die wissenschaftliche Bearbeitung merowingerzeitlicher Gräberfelder wie Niederstotzingen, Giengen an der Brenz und Oberflacht. 1967 wurde er pensioniert, führte aber seine wissenschaftlichen Arbeiten weiter.

## Veröffentlichungen
- Waren die Bewohner Haithabus Siriusanbeter? In: Die Heimat. Monatsschrift des Vereins zur Pflege der Natur- und Landeskunde in Nordelbingen. Bd. 44 (1934), Heft 12, Dezember 1934, S. 338–348 (Digitalisat).
- Heimatforschung in der Kulturabteilung des Gaues Schleswig-Holstein. In: Die Heimat. Monatsschrift des Vereins zur Pflege der Natur- und Landeskunde in Nordelbingen. Bd. 45 (1935), Heft 1, Januar 1935, S. 2–5 (Digitalisat).
- Ein Wikingerfund von Leckhus bei Leck im Lichte der nordwesteuropäischen Frühgeschichte. In: Die Heimat. Monatsschrift für schleswig-holsteinische Heimatforschung und Volkstumspflege. Bd. 47 (1937), Heft 2, Februar 1937, S. 40–45 (Digitalisat).
- Schwertortbänder der Wikingerzeit. Ein Beitrag zur Frühgeschichte Osteuropas, Kohlhammer, Stuttgart 1953.
- Alamannische Adelsgräber von Niederstotzingen (Kreis Heidenheim), Veröffentlichungen des Staatlichen Amtes für Denkmalpflege Stuttgart Band 12, Müller u. Gräff in Komm., Stuttgart 1967.
- mit Helga Schach-Dörges: Holzhandwerk der Alamannen, Württemberg. Landesmuseum, Stuttgart 1972.
- Das alamannische Gräberfeld von Giengen an der Brenz (Kreis Heidenheim), Forschungen und Berichte zur Vor- und Frühgeschichte in Baden-Württemberg 10, Müller u. Gräff in Komm., Stuttgart 1978, ISBN 3-87532-072-7.
- Die Holzfunde aus dem Gräberfeld bei Oberflacht und ihre kulturhistorische Bedeutung, Forschungen und Berichte zur Vor- und Frühgeschichte in Baden-Württemberg, Band 41.2, Theiss, Stuttgart 1992, ISBN 3-8062-0859-X.